# Ravalle

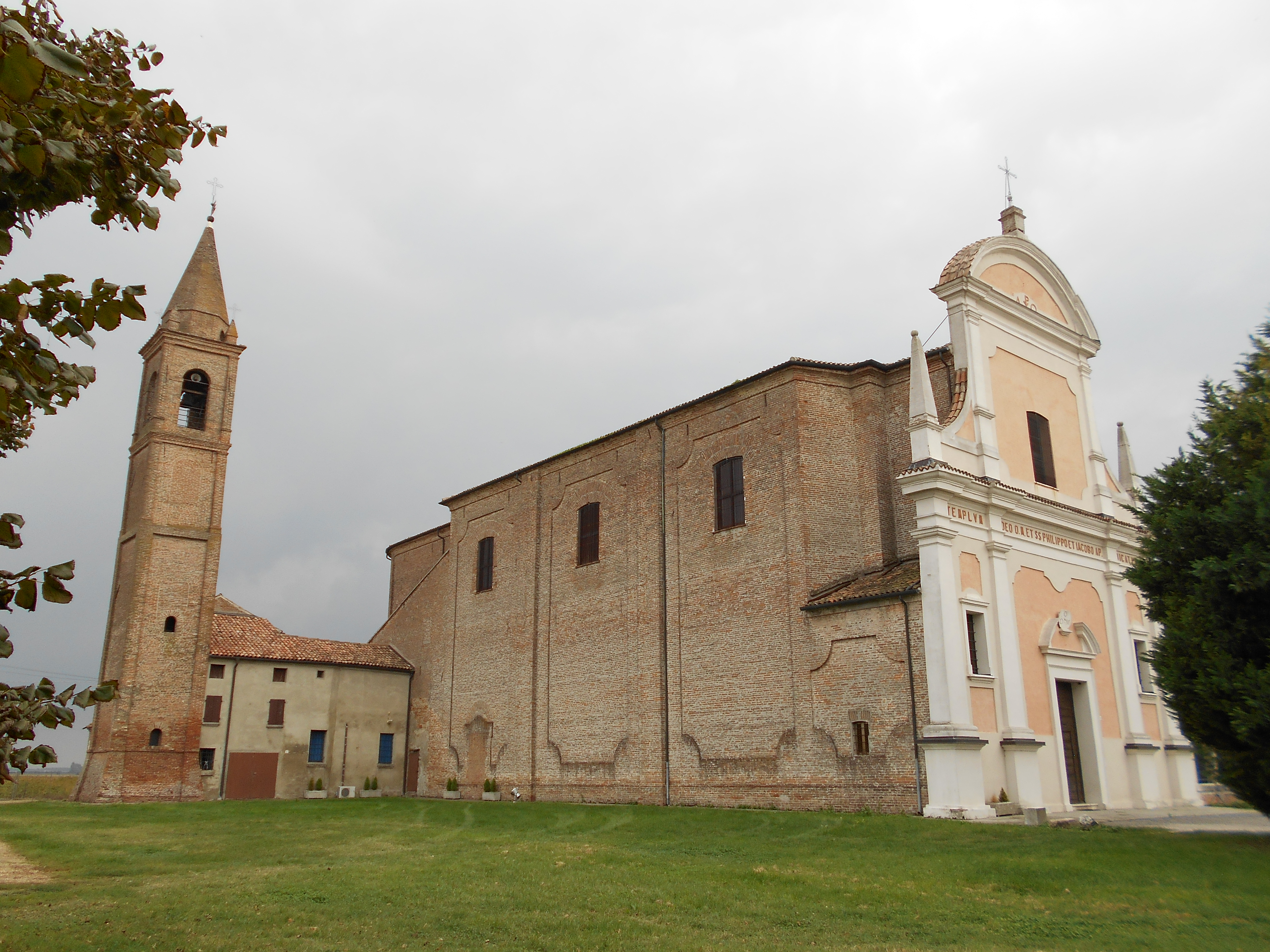
Chiesa di San Giacomo e San Filippo

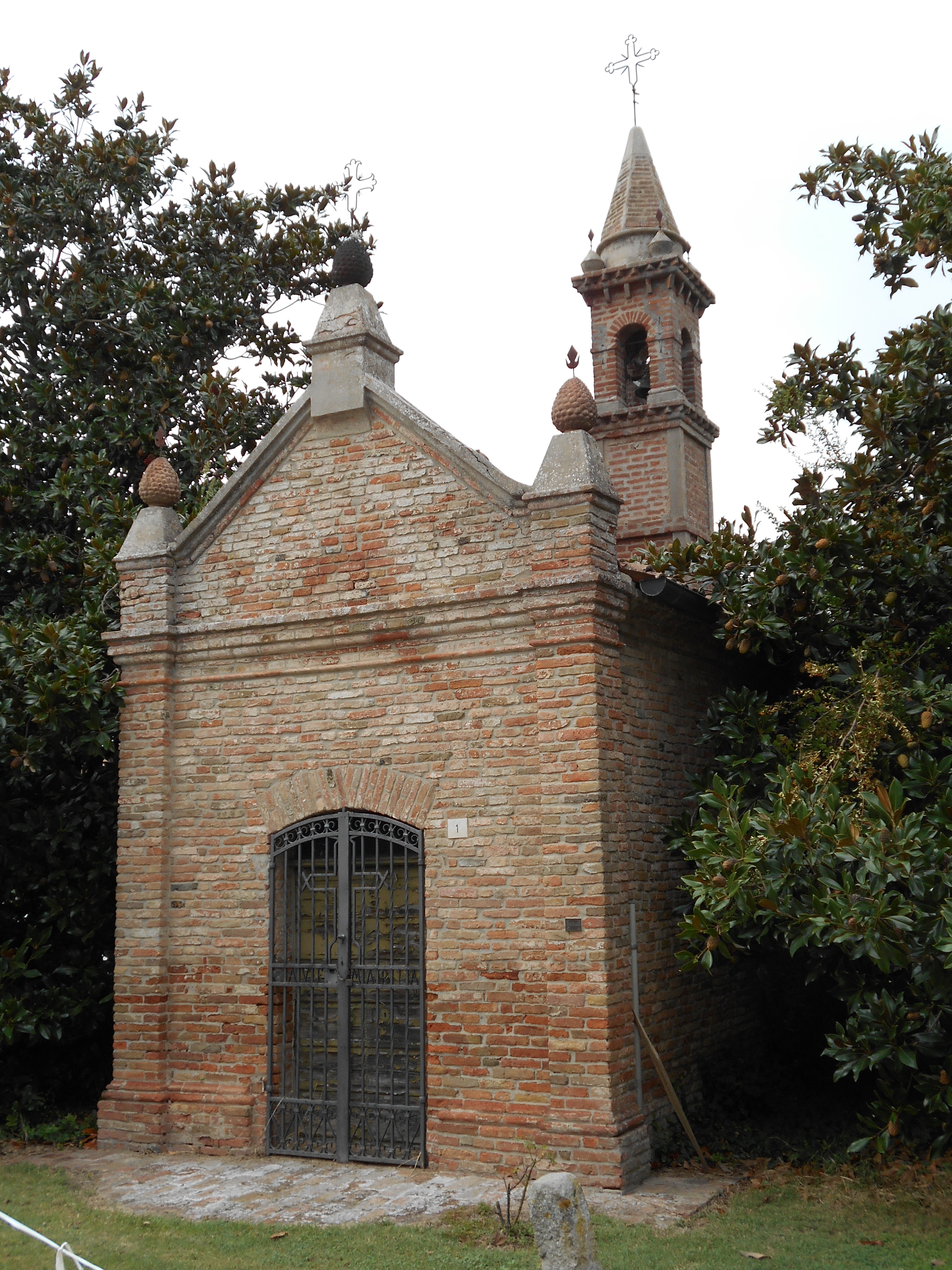
Oratorio

Ravalle è una frazione di Ferrara di 362 abitanti, facente parte della Circoscrizione 3.
Il toponimo possiede diverse interpretazioni: potrebbe derivare dalla radice rav che sta ad indicare un declivio o una riva, oppure può derivare dal latino erat vallis, cioè "qui c'era una valle"; infine, potrebbe derivare dal termine medievale rapale.
Le origini del borgo sono molto antiche ed esso viene citato in un documento del 903, scoperto da Ludovico Antonio Muratori, ed è ricordato anche negli Statuti Ferraresi del 1287 col nome di "Ravallis".

## Monumenti e luoghi d'interesse

### Architetture religiose
- Chiesa dei Santi Filippo e Giacomo. Nel 1432 la chiesa dedicata a San Giacomo fu eretta a parrocchia e nel 1684 venne dedicata anche a San Filippo. Caduta per vetustà, la chiesa fu completamente restaurata nel 1784 in stile settecentesco da Antonio Baseggio, il quale la costruì seguendo misure multiple di 3[2]: essa misura infatti 45m in lunghezza, 15m in larghezza mentre la navata è suddivisa in 3 quadrilateri; il presbiterio è lungo 15m e largo 6m e le arcate misurano 9m.
- Vicino alla chiesa sorge un piccolo oratorio del 1853, replica di un'antica costruzione non più esistente, mentre verso la strada che porta agli argini del Po si trova un'antica casa colonica di proprietà della famiglia Braghini.

Il paese sorge ai margini delle sponde del Po e si sviluppa fra le vicine località di Porporana e di Casaglia. Nelle vicinanze vi scorre anche l'itinerario del percorso cicloturistico Destra Po.